# Šedá

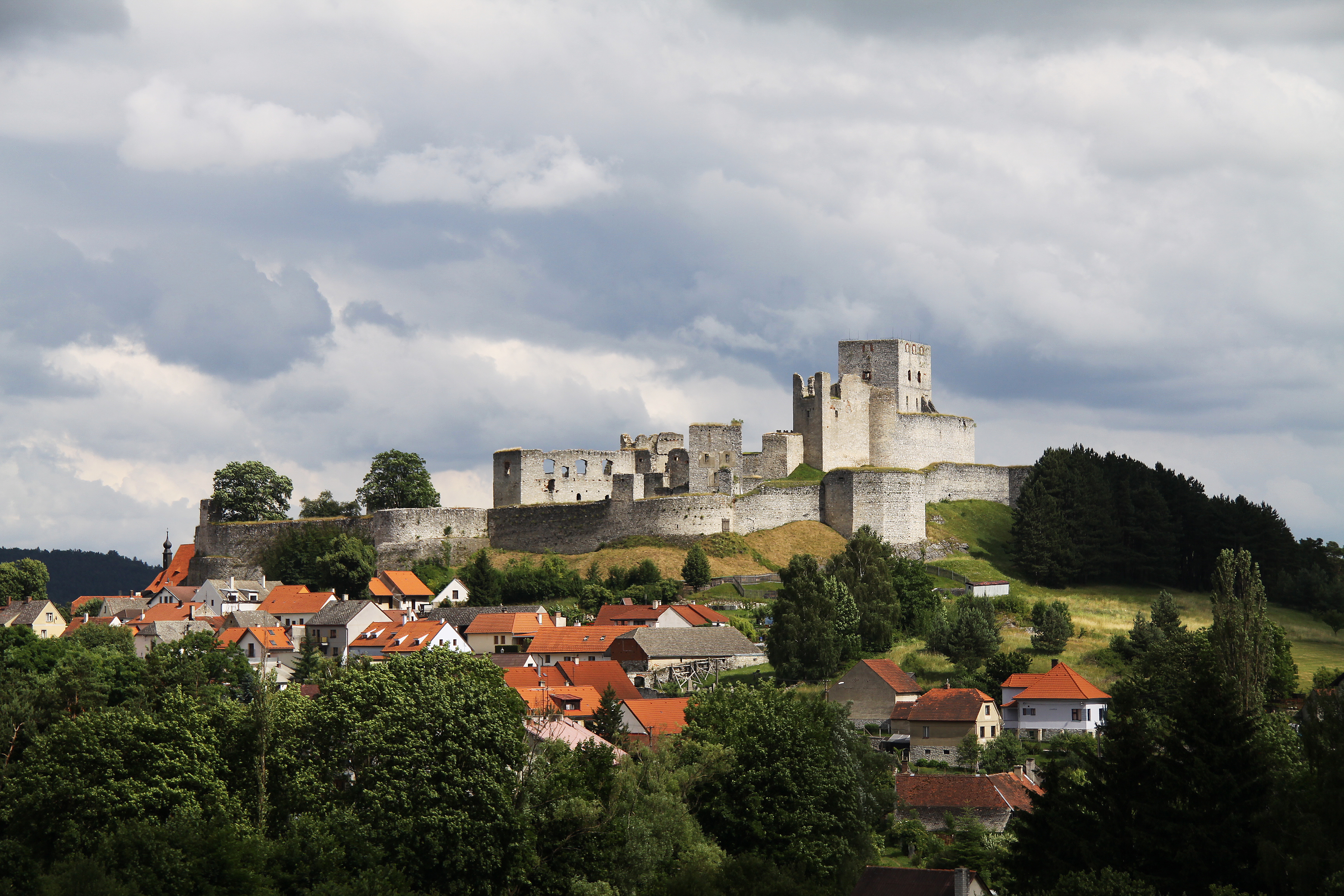
Hrady jsou obvykle postaveny z kamenů šedé barvy

Šedá (básnicky šeď) je barva na škále mezi bílou a černou. Vzniká smícháním těchto barev v libovolném poměru.

Při aditivním míchání barev vzniká šedá při použití stejného množství všech základních barev, tzn. všechny barvy (k; k; k) jsou šedé (o různé světlosti k). Při subtraktivním míchání barevném modelu CMY platí totéž, ovšem v prakticky používaném barevném modelu CMYK se místo toho používá čistě černá barva ve zvolené intenzitě (0; 0; 0; k).

## Použití a symbolika šedé barvy
- Symbol stáří či vyzrálosti (v odkazu na šedé vlasy starých lidí)
- Symbol všednosti a obyčejnosti

- Šedý život – nezajímavý, průměrný život

- Metaforické vyjádření pomezí zla (černé barvy) a dobra (bílé barvy)
  - Šedá zóna – oblast mezi zákonným a nezákonným
- Spojována s rozumem a přemýšlením (šedá kůra mozková)
- Barva uniforem vojáků Konfederace v americké občanské válce (vojáci Unie nosili modrou)
- V barevném značení odporů vyjadřuje šedá barva číslici 8